# Volta a Andalusia 2006
La Volta a Andalusia 2006 es va disputar entre el 12 al 16 de febrer de 2006. Va ser guanyada per l'espanyol Carlos García Quesada de l'equip Unibet.com, per davant de Rodrigo García i Adolfo García Quesada.

## Etapes
| Etapa | Data         | Recorregut                 | Km       | Vencedor d'etapa      | Líder de la general   |
| ----- | ------------ | -------------------------- | -------- | --------------------- | --------------------- |
| 1a    | 12 de febrer | Antequera - Villa de Otura | 161,4 km | Adolfo García Quesada | Adolfo García Quesada |
| 2a    | 13 de febrer | La Guardia de Jaén - Jaén  | 157,2 km | Manuel Lloret         | Carlos García Quesada |
| 3a    | 14 de febrer | Cabra - Còrdova            | 174,1 km | Alessandro Petacchi   | Carlos García Quesada |
| 4a    | 15 de febrer | Écija - Ronda              | 162,1 km | Alessandro Petacchi   | Carlos García Quesada |
| 5a    | 16 de febrer | Olvera - Sevilla           | 172,6 km | Tom Boonen            | Carlos García Quesada |

## Classificacions finals

### Classificació general
|    | Ciclista              | Equip                 | Temps       |
| -- | --------------------- | --------------------- | ----------- |
| 1  | Carlos García Quesada | Unibet.com            | 20h 08' 23" |
| 2  | Rodrigo García Rena   | Kaiku                 | m. t.       |
| 3  | Adolfo García Quesada | Andalucía-Paul Versan | + 7"        |
| 4  | Iñaki Isasi           | Euskaltel-Euskadi     | + 15"       |
| 5  | Luis Pasamontes       | Unibet.com            | + 18"       |
| 6  | José Adrián Bonilla   | Comunidad Valenciana  | m. t.       |
| 7  | Oliver Zaugg          | Saunier Duval-Prodir  | m. t.       |
| 8  | Manuel Lloret         | Comunidad Valenciana  | + 26'19"    |
| 9  | Manuel Calvente       | Agritubel             | + 27'31"    |
| 10 | Manuel Beltrán        | Discovery Channel     | + 27'35"    |

|   | Ciclista              | Equip                 | Punts |
| - | --------------------- | --------------------- | ----- |
| 1 | Adolfo García Quesada | Andalucía-Paul Versan | 17    |
| 2 | Luis Pasamontes       | Unibet.com            | 16    |
| 3 | Juan Olmo Menacho     | Andalucía-Paul Versan | 6     |

|   | Ciclista              | Equip                 | Punts |
| - | --------------------- | --------------------- | ----- |
| 1 | Alessandro Petacchi   | Team Milram           | 73    |
| 2 | Tom Boonen            | Quick Step-Innergetic | 65    |
| 3 | Carlos García Quesada | Unibet.com            | 52    |

|   | Ciclista              | Equip                 | Temps |
| - | --------------------- | --------------------- | ----- |
| 1 | Pedro Luis Marichalar | Andalucía-Paul Versan | 11    |
| 2 | Luis Pasamontes       | Unibet.com            | 8     |
| 3 | Erik Dekker           | Rabobank              | 5     |

|   | Equip                | Temps       |
| - | -------------------- | ----------- |
| 1 | Unibet.com           | 60h 52' 50" |
| 2 | Comunidad Valenciana | + 28'24"    |
| 3 | Euskaltel-Euskadi    | + 31'32"    |